# Biebesheim am Rhein
Biebesheim am Rhein település Németországban, Hessen tartományban. Lakosainak száma 6761 fő (2023. december 31.).

## Népesség
A település népességének változása:
| Lakosok száma | 6286 | 6731 | 6824 | 6625 | 6675 | 6761 |
|               | 2014 | 2017 | 2019 | 2021 | 2022 | 2023 |